# Acacesia villalobosi
Acacesia villalobosi is een spinnensoort in de taxonomische indeling van de wielwebspinnen (Araneidae).
Het dier behoort tot het geslacht Acacesia. De wetenschappelijke naam van de soort werd voor het eerst geldig gepubliceerd in 1994 door Glueck.